# Larissa Šoronda
Larissa Šoronda (* 15. Oktober 1995 in Metlika) ist eine slowenische Fußballspielerin.

## Sportlicher Werdegang

### Fußballkarriere

#### Verein
Šoronda startete ihre aktive Karriere in der Jugend des NK Kolpa in ihrer Heimatstadt Metlika, anschließend ging sie zum NK Brezovica vor den Toren von Ljubljana. Es folgte 2008 der Wechsel zum ŽNK Krka, wo sie 2010 ihre Seniorenkarriere startete. Beim ŽNK Krka wurde sie gleich in ihrem ersten Seniorenjahr slowenischer Meister. In der Folgesaison spielte sie für die Seniorenmannschaft und die U-19-Auswahl von Krka, wo sie mit Ablauf der Saison 2011/12 als Spielerin des Jahres der SKL (slowenische U-19-Liga) geehrt wurde. Sie spielte in drei Jahren in 39 Spielen für Krka und erzielte dabei 20 Tore, bevor sie im Sommer 2013 zum Ligarivalen ŽNK Pomurje Beltinci ging. In Beltinci spielte sie lediglich in der U-19 und wechselte daher im Frühjahr 2014 auf Leihbasis zum ŽNK Rudar Škale.

#### Nationalmannschaft
Im Januar 2014 wurde Šoronda erstmals für die A-Nationalmannschaft von Slowenien nominiert, für die sie im Februar 2014 ihr Debüt gegen Bosnien gab. Zuvor gehörte sie zu den Leistungsträgerin der U-17- und U-19-Nationalmannschaft Sloweniens.

### Handballkarriere
Šoronda spielte bis 2012 neben dem Fußball aktiv Handball als Kreisläuferin für das Team Brezovica in Maribor und die slowenische U-17 Handballnationalmannschaft.

## Persönliches
Nach ihrem Abitur am Gimnazija Šiška in Ljubljana, begann sie August 2011 ihre Ausbildung, an der Medizinischen Fakultät Šolski center Novo mesto.